# Isla Iriomote
Iriomote (en japonés: 西表島 Iriomote-jima; yaeyama: Irimutī; okinawense: Iriumuti) es una isla japonesa, la mayor de las islas Yaeyama y la segunda más grande de la prefectura de Okinawa, después de la propia Okinawa.
Tiene una superficie de 289 km² y su población no alcanza los 2.000 habitantes. Su única infraestructura es una carretera costera que conecta las aldeas del norte y del este de la isla. No posee pista de aterrizaje, por lo que la mayoría de los visitantes (más de 150.000 en 2003) llegan en ferry desde la vecina Ishigaki, que sí tiene aeropuerto. Administrativamente, Iriomote pertenece a la ciudad de Taketomi, en la prefectura de Okinawa. 
La isla tiene una serpiente venenosa, la Trimeresurus elegans, conocida localmente como habu, cuya mordedura tiene una tasa de mortalidad del 3% y una tasa de incapacidad permanente del 8,6%.
Otro animal de la isla es el gato de Iriomote, un felino en estado crítico de extinción del que se calcula que quedan apenas un centenar de ejemplares.

## Historia
Iriomote estuvo casi deshabitada durante siglos debido a la malaria, usándose sobre todo como tierra agrícola para cultivar arroz. Durante la Segunda Guerra Mundial, algunos residentes de Ishigaki fueron obligados a refugiarse en Iriomote, donde muchos contrajeron la enfermedad. Tras el fin de la guerra, la malaria fue erradicada de la isla por el ejército de ocupación estadounidense. 
Junto con el resto de la prefectura de Okinawa, Iriomote estuvo bajo control de Estados Unidos hasta el 17 de junio de 1972, cuando fue devuelta a Japón.
En julio de 2021, la isla de Iriomote fue incluidas en la lista del Patrimonio Natural de la Humanidad de la UNESCO.

## Clima
Iriomote tiene un clima tropical. La temperatura media anual es de 23,6 °C, y los promedios mensuales van de los 18,3 °C de enero a los 28,9 °C de julio. Entre junio y septiembre, es temporada de tifones.

## Cultura
El Sonai no Shichi, es un festival que ocurren el mes de octubre. Se realiza con el fin de agradecer por la cosecha del año y pedir por abundancia para el siguiente. Durante el evento es visitado por una deidad llamada Miriku, un dios vestido de amarillo y con una gran sonrisa.

## Galería de imágenes

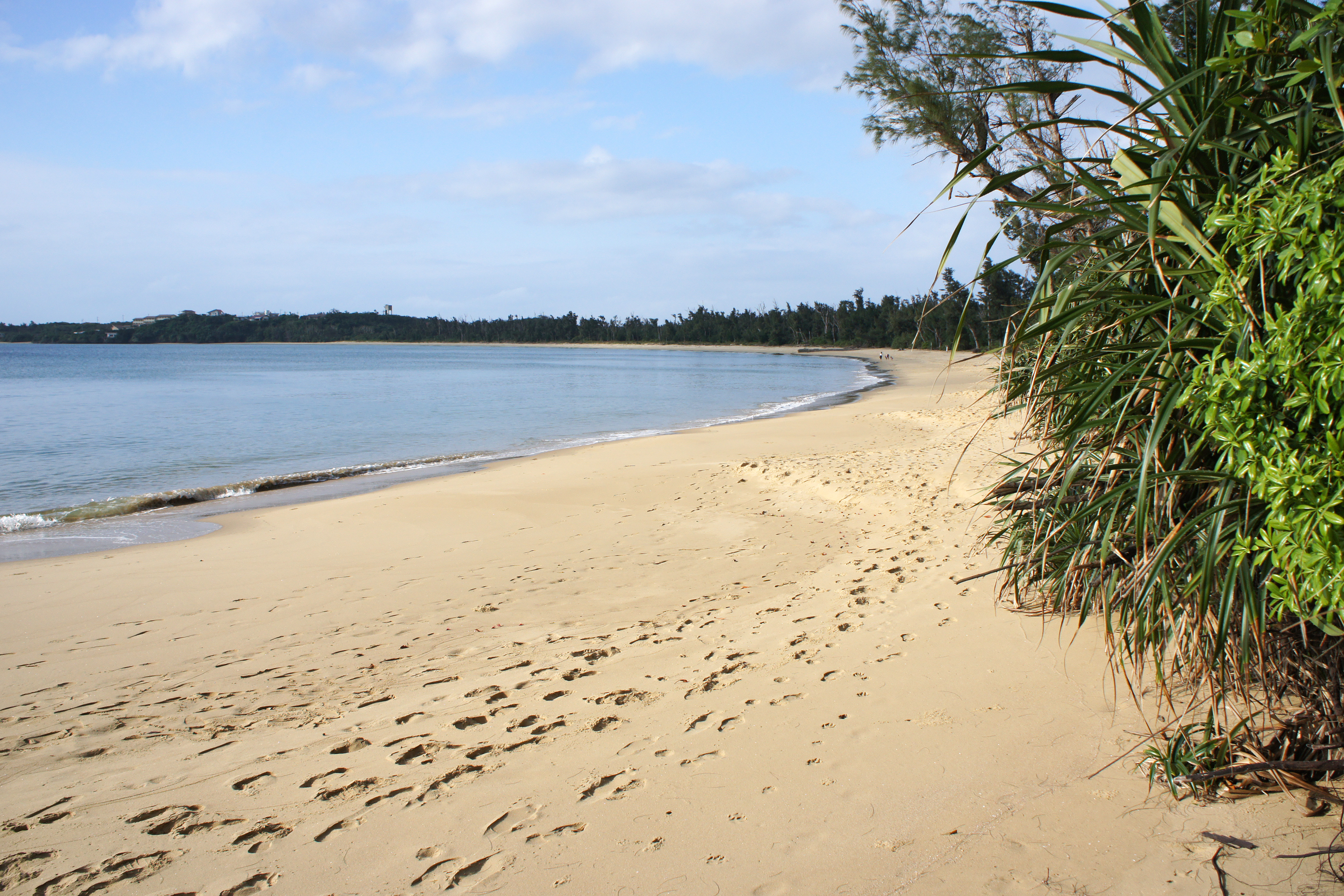
Tudumari-no-hama (Playa de Tsukigahama)
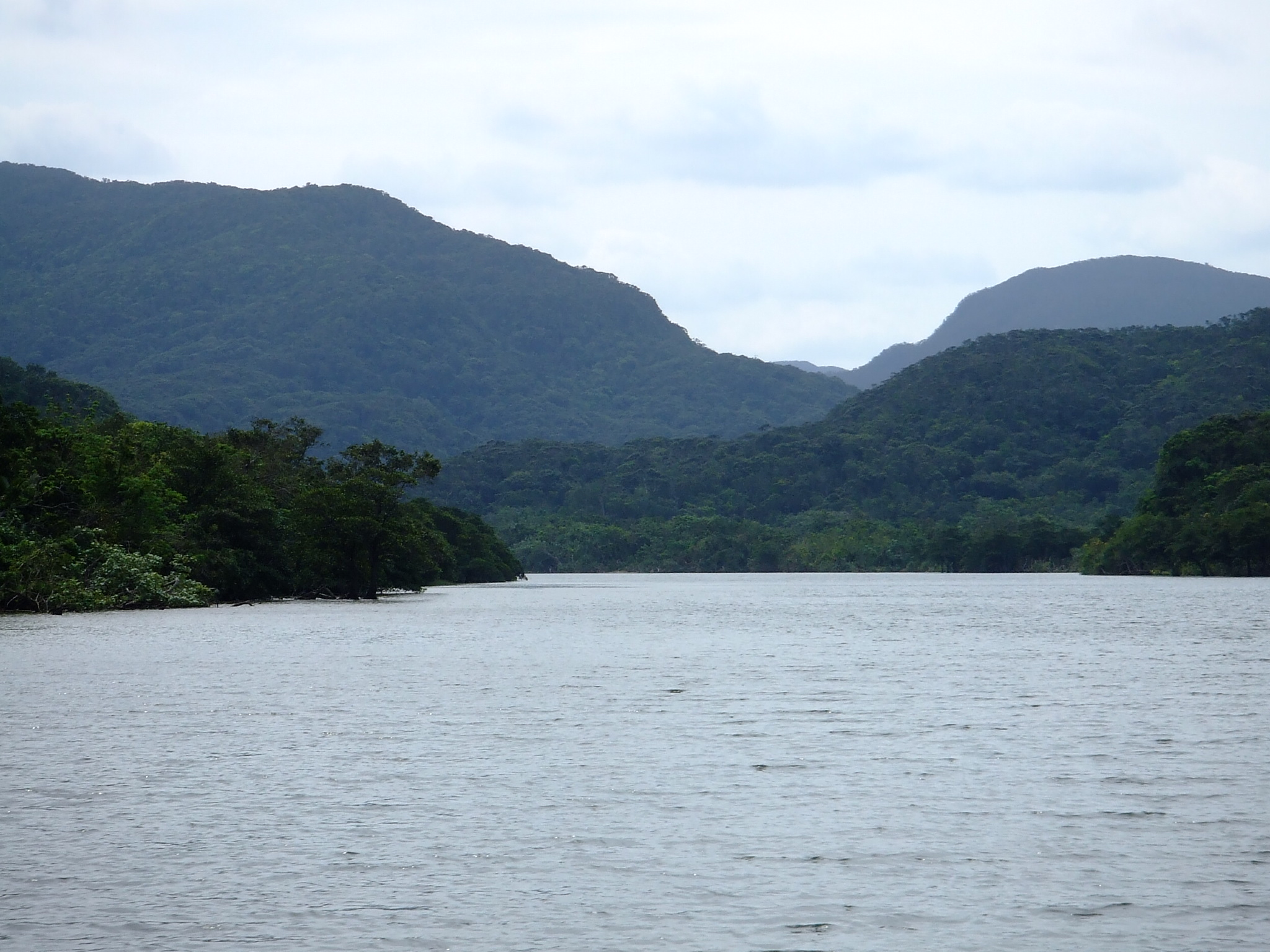
Urauchi-gawa: el río más largo de Okinawa.
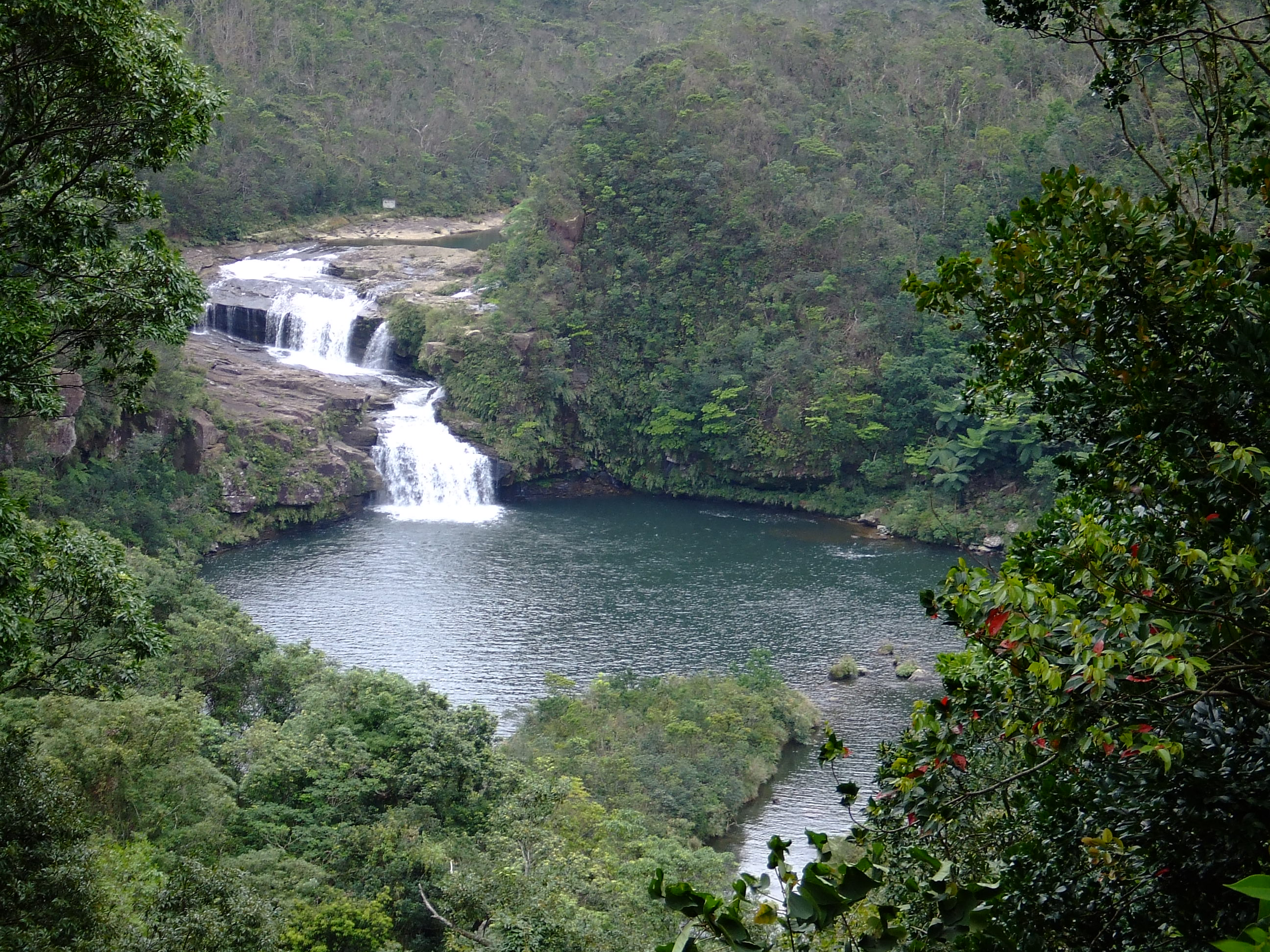
Mariyudō-no-taki: Cascada del río Urauchi.
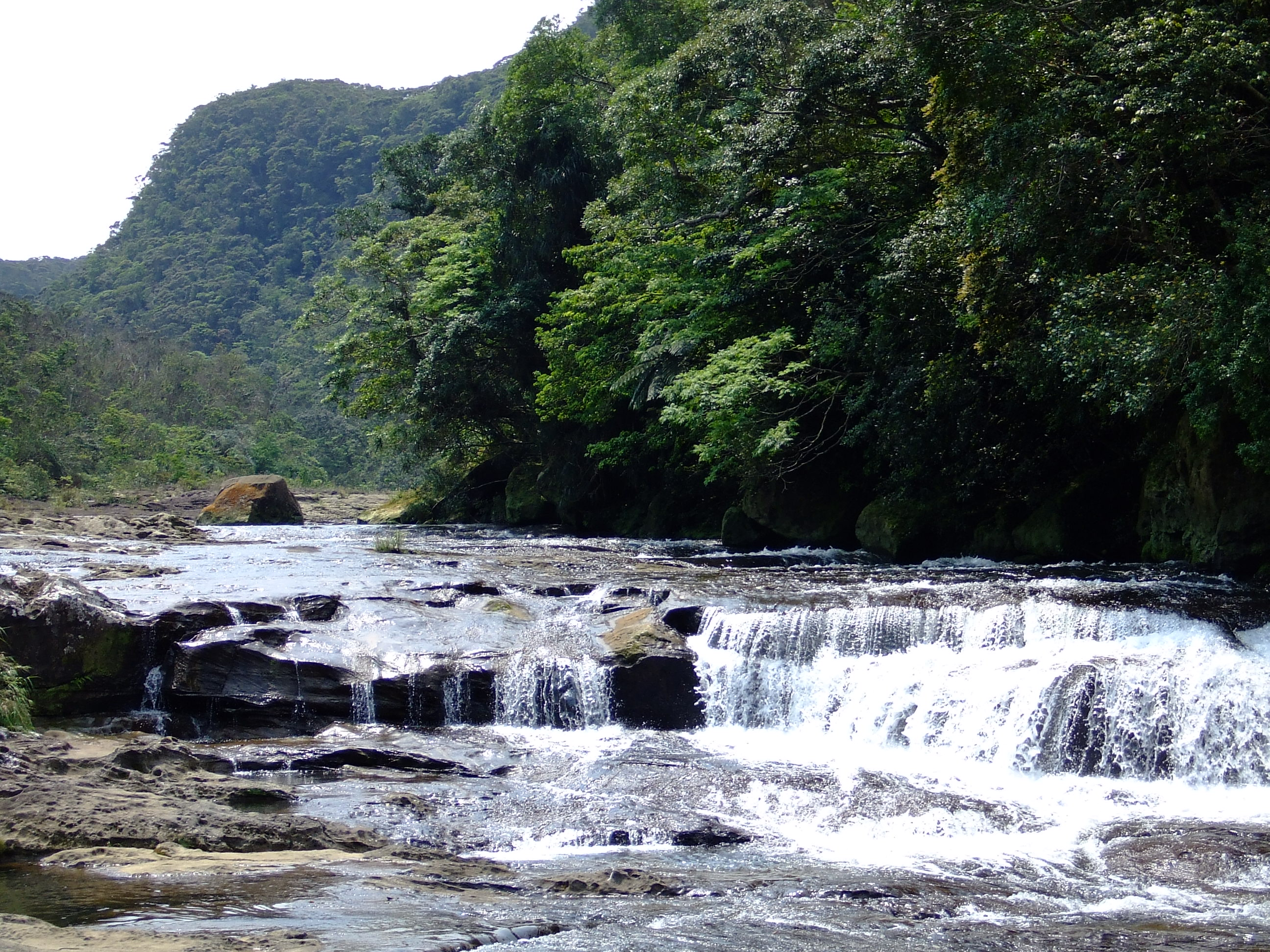
Kampire-no-taki: Cascadas de Kampire en el río Urauchi.
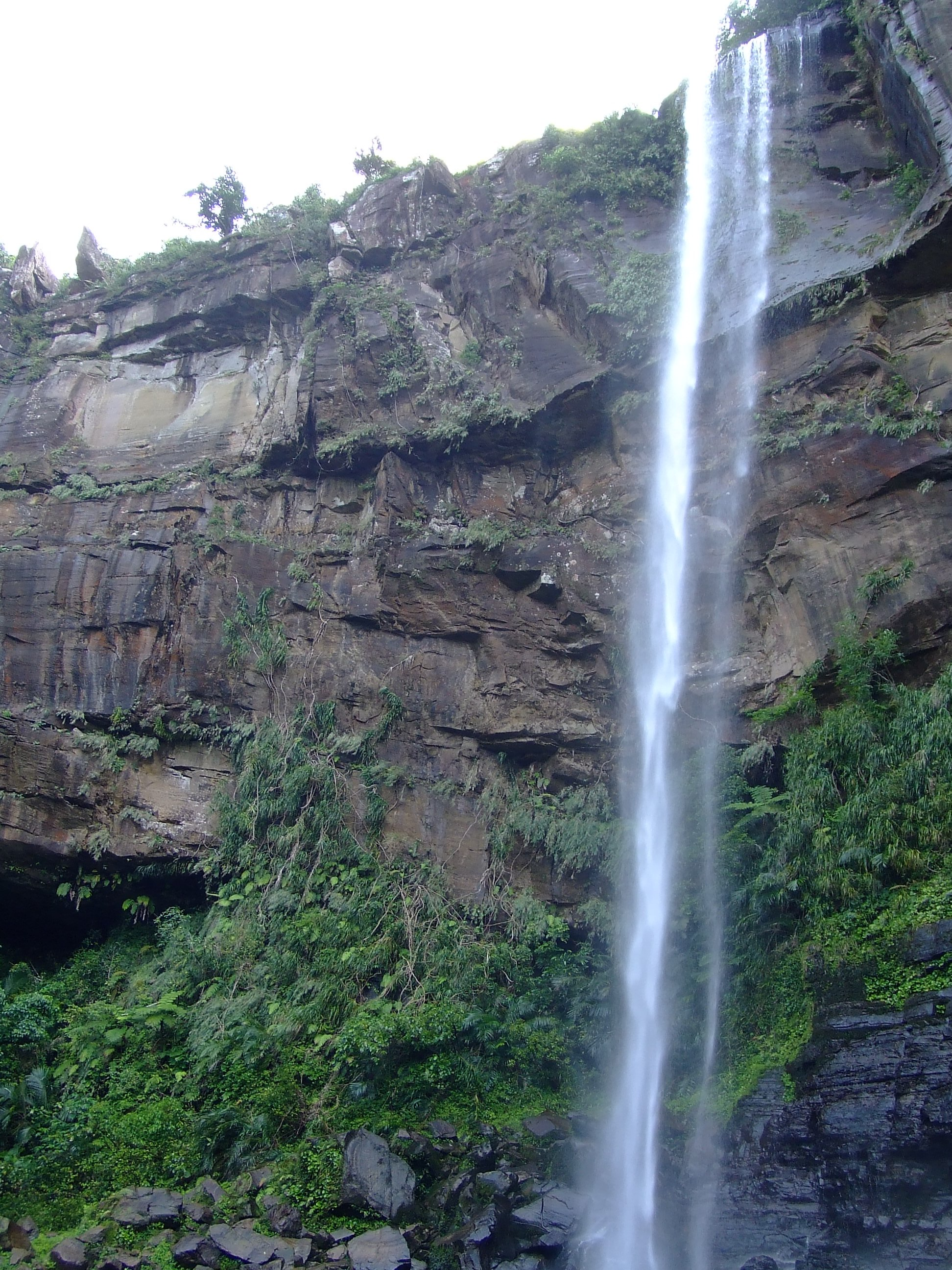
Pinaisara-no-taki: Cascada del norte de la isla.
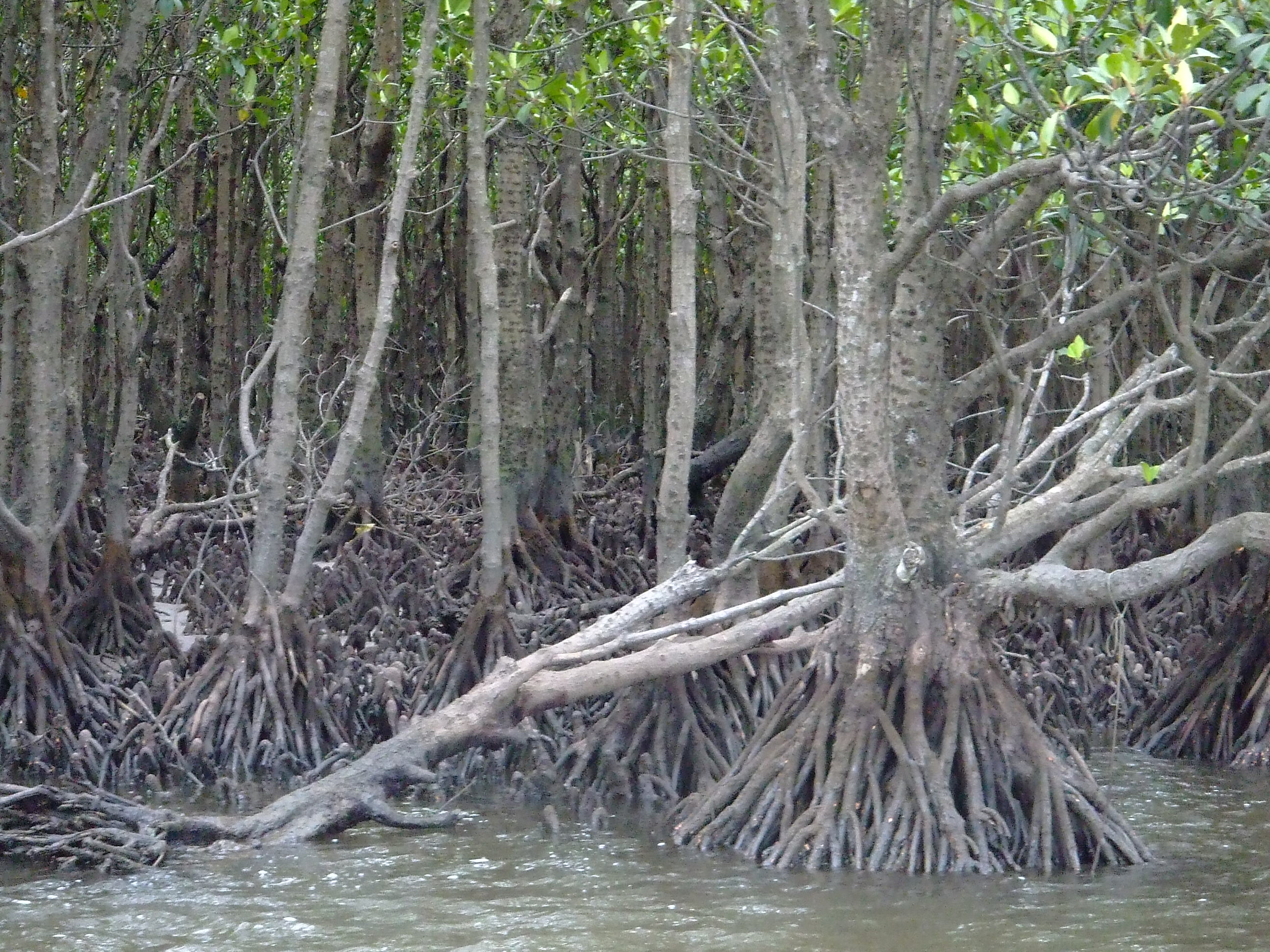
Manglar en el río Nakama.
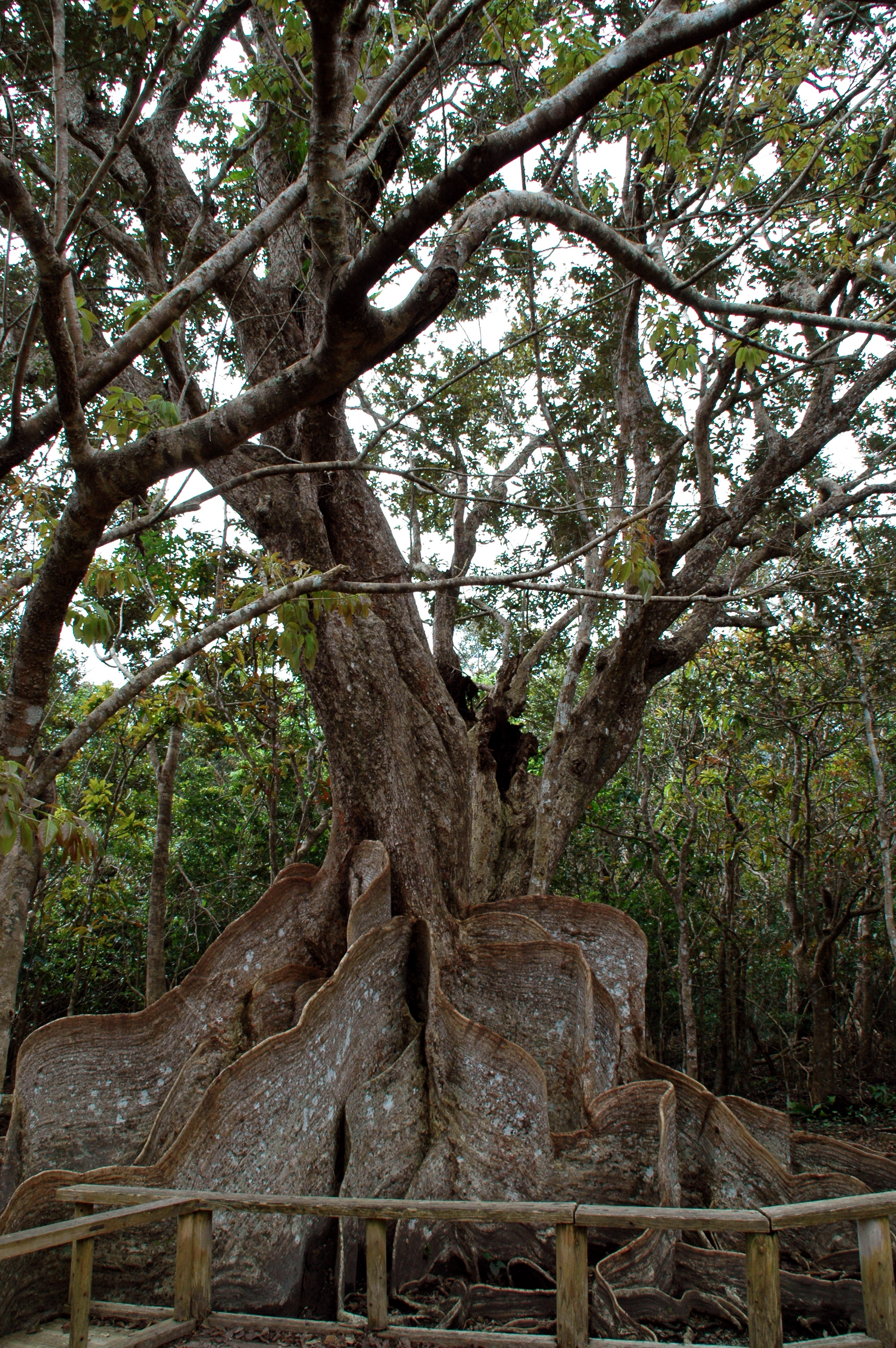
Sakishimasuou tree: un longevo árbol de la zona
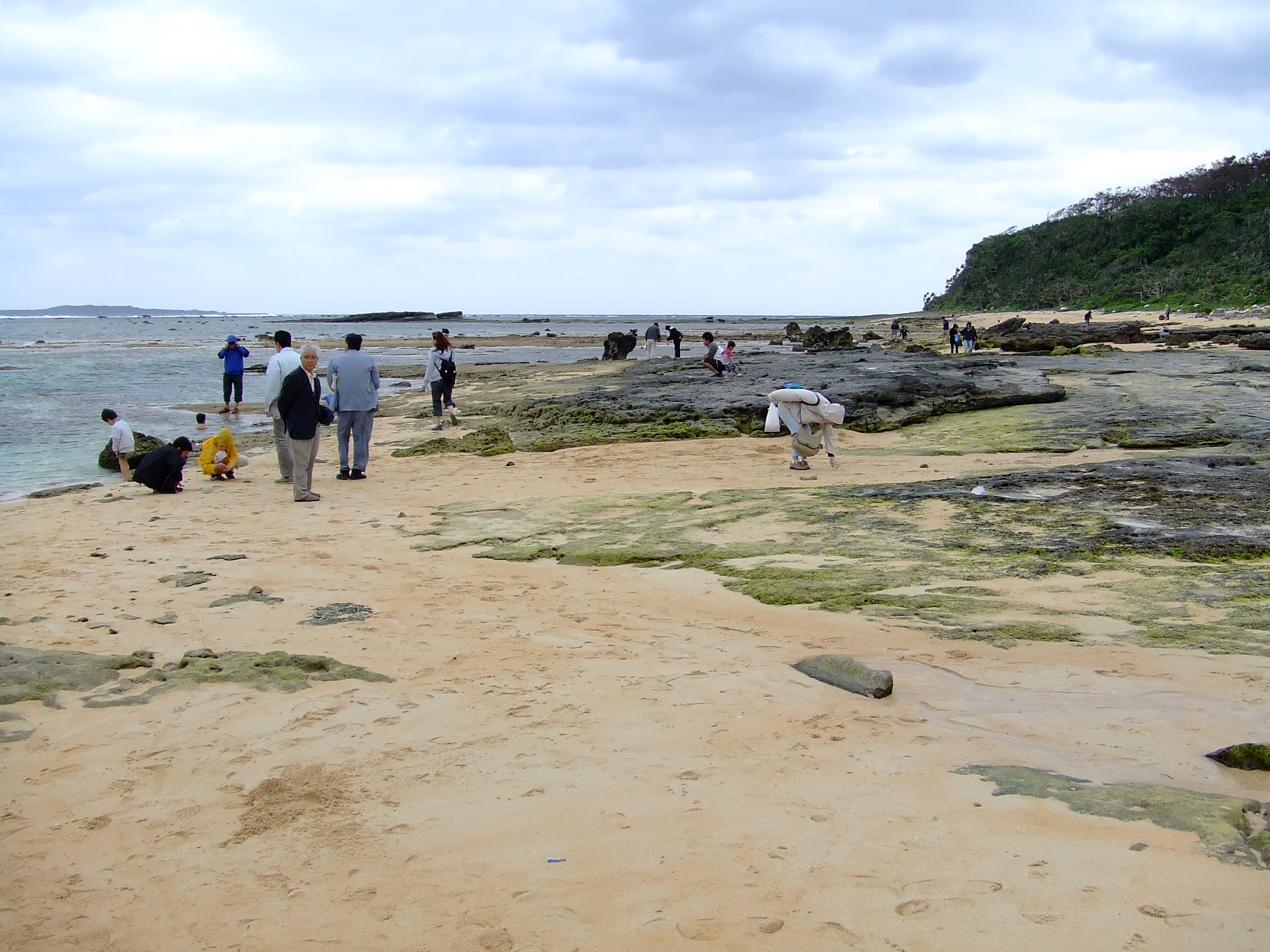
Hoshizuna-no-hama (Playa).